# خزان مائي

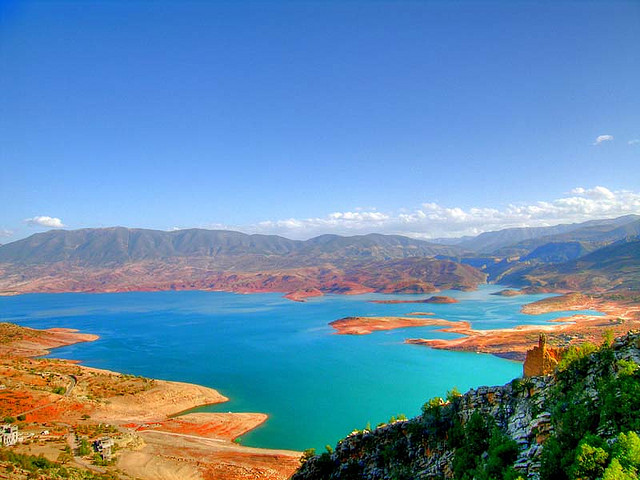
البحيرة الاصطناعية وراء سد بين الويدان في المغرب.

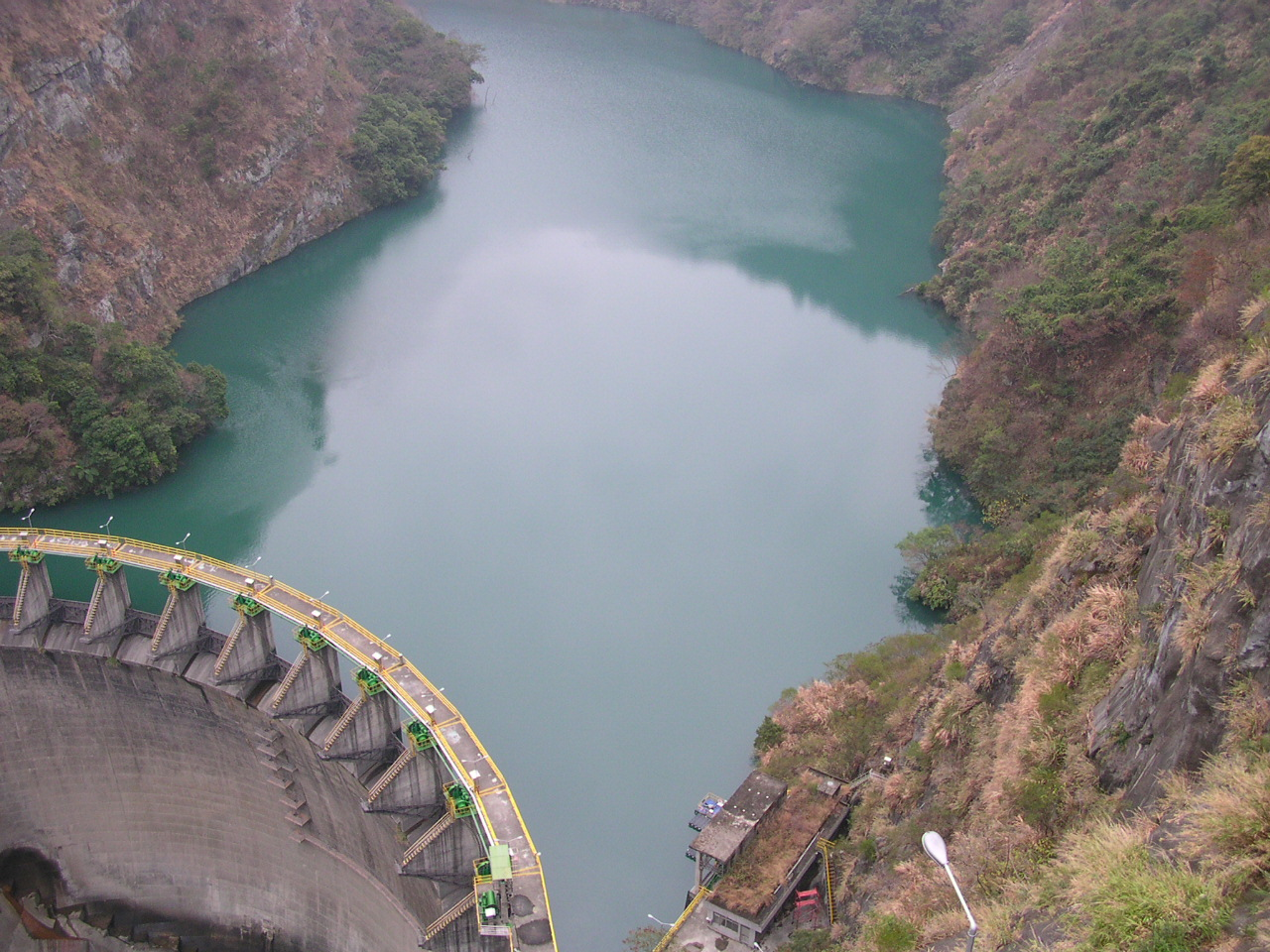
سد وراءه خزان مائي على نهر داهان في تايوان.

الخزان المائي هو حوض كبير لتخزين كميات من المياه ليتم استخدامها في ري الأراضي الزراعية وتوليد الطاقة وتزويد الناس بالمياه اللازمة للاستهلاك والاستجمام بالقرب من هذه الأحواض. ويمكن أن يكون الحوض طبيعيا أو صناعيا، إذ تشكل الأحواض الطبيعية أحواضا مائية تزود الكثير من المدن بمياهها. ويمكن أن يقوم المهندسون بإنشاء حوضٍ صناعي، ببناء سد على واد ضيق، أو بحفر حوض في بقعة مستوية من الأرض. ومن الأمثلة على تلك الأحواض الناتجة عن بناء سد، حوض سد كاريبا في زيمبابوي، وحوض السد العالي بأسوان في مصر، وحوض سد كولي الكبير في الولايات المتحدة الأمريكية. ويتم قياس حجم الحوض المائي بالمتر المكعب.

## الأنواع

### الوديان المحجوزة بسد
يعتمد السد المشيد في وادي على الطبوغرافيا الطبيعية لتوفير معظم مساحة حوض الخزان. تتوضع السدود عمومًا في جزء ضيق من الوادي عند مصب الحوض الطبيعي. تعمل جوانب الوادي كجدران طبيعية، ويتوضع السد في أضيق نقطة ممكنة لتأمين المتانة ولتحقيق أقل كلفة تشييد. في كثير من مشاريع تشييد الخزانات، ينبغي ترحيل السكان وإسكانهم في مكان آخر، ونقل القطع الأثرية التاريخية أو ترحيل الأوساط البيئة النادرة. من الأمثلة على ذلك معابد أبو سمبل (التي نُقلت قبل تشييد سد أسوان لتشكيل بحيرة ناصر من نهر النيل في مصر)، وموقع قرية كابل كيلين الذي نُقل خلال تشييد خزان لين كيلين المائي، وقرية بورغو سان بيترو التي نُقلت من بلدة بيتريلا سالتو خلال تشييد بحيرة سالتو.
عادةً، يحتاج تشييد الخزان المائي في وادي ما إلى تحويل مجرى النهر أثناء جزء من عملية البناء، غالبًا بواسطة نفق مؤقت أو قناة جانبية ذات مسار آخر.
في المناطق كثيرة التلال، غالبًا ما تُشيد الخزانات من خلال توسيع بحيرات موجودة. أحيانًا وفي هكذا خزانات، يتجاوز المستوى العلوي الجديد للماء ارتفاع مستجمعات الماء في واحدة من التيارات المغذية أو أكثر مثلما هو الحال في لين كليودوغ في منطقة وسط ويلز. في هكذا حالات ينبغي تشييد سدود جانبية إضافية لاحتواء الخزان.
حين لا تتلائم التضاريس جيدًا مع خزان كبير واحد، فإنه يمكن تشييد عدة خزانات أصغر على شكل سلسلة، كما هو الحال في وادي نهر تاف حيث تشكل خزانات لوين أون وكانتريف وبيكونز المائية سلسلة في الوادي.

### ساحلي
الخزانات الساحلية هي خزانات تُستخدم لتخزين المياه العذبة، تتوضع على ساحل البحر قرب مصب النهر لتخزين مياه فيضانه. بما أن تشييد الخزان المائي على اليابسة حافل بعملية غمر هائلة للأرض، فإن الخزان الساحلي هو مفضل اقتصاديًا وتقنيًا لأنه لا يتطلب صرف نفقات للحصول على مساحة أرض ضخمة. شُيّدت العديد من الخزانات الساحلية في آسيا وأوروبا. من الخزانات الساحلية القائمة: سيمانغيم في كوريا الجنوبية، ومارينا باراج في سنغافورة، وتشينكاوشا في الصين، وبلوفر كوف في هونغ كونغ.

### ضفة جانبية
حين تُضخ المياه أو تُدفَق من نهر ذو نوعية أو حجم متغير، فإنه يمكن بناء خزانات ذات ضفة جانبية لتخزين المياه. عادةً، تُشيد مثل هكذا خزانات بجزء منها من خلال الحفر وبجزء آخر من خلال بناء رصيف أو ضفة اصطناعية مُطوِّقة للمياه، يمكن أن يتجاوز محيطها 6 كم. يجب أن تمتلك أرض الخزان والضفة بطانة أو نواة غير نافذة للماء: كثيرًا ما كانت تُصنع في البداية من طين موحل، لكن حل محله الطين المدمك عمومًا. يمكن للمياه المخزنة في هكذا خزانات أن تبق هناك لعدة أشهر، خلال هذه الفترة يمكن للعمليات البيولوجية الطبيعية أن تحد بشكل كبير من الملوثات وتزيل تقريبًا أي عكارة. يسمح استخدام خزانات الضفف الجانبية أيضًا بوقف سحب الماء لبعض الوقت، وذلك حين يتلوث النهر بشكل غير متوقع أو حين تكون أحوال التدفق منخفضة جدًا بسبب الجفاف. نظام إمداد المياه في لندن هو أحد الأمثلة على استخدام خزانات الضفف الجانبية: تؤخذ المياه من نهر التايمز ونهر لي؛ يمكن رؤية العديد من خزانات التايمز الجانبية الكبيرة مثل خزان الملكة ماري على طول الطريق الواصل إلى مطار لندن هيثرو.

### الخدمية
تُخزن الخزانات المائية الخدمية مياه شرب مُعالَجة بالكامل وقريبة من نقطة التوزيع. تُشيّد العديد من الخزانات الخدمية على شكل أبراج مياه، غالبًا كمنشأة مرفوعة على أعمدة خرسانية حين تكون الأرض منبسطة نسبيًا. يمكن لخزانات مائية أخرى أن تكون بكاملها تقريبًا تحت الأرض، خصوصًا في مناطق كثيرة التلال أو الجبال. في المملكة المتحدة، تمتلك شركة تايمز ووتر (مياه التايمز) العديد من الخزانات الجوفية، تدعى في بعض الأحيان صهاريج أرضية، بُنيت في بدايات القرن التاسع عشر، معظمها مبطن بالطوب. أفضل مثال على ذلك هو خزان ضاحية أونور أوك في لندن، شُيّد بين عامي 1901 و 1909. حين اكتمل بناؤه، قيل بأنه أكبر خزان جوفي مبني من الطوب في العالم ولا يزال أحد أكبر الخزانات في أوروبا. يشكل هذا الخزان اليوم جزءًا من الامتداد الجنوبي لقسم التغذية الحلقية لشركة مياه التايمز. فُرش سطح الخزان بالعشب ويُستخدم اليوم من قِبل نادي غولف أكواريوس.
تؤدي الخزانات الخدمية مهام عدة، من بينها ضمان التوجيه الفعال للماء في نظام توزيع المياه وتأمين سعة مائية لدرجة تُجاوِز قمة الطلب من المستهلكين، مما يُمكّن تشغيل محطة المعالجة بأقصى كفاءة. يمكن أيضًا للخزانات الخدمية الكبيرة أن تُخفض كلفة الضخ، من خلال إعادة ملء الخزان حين تكون تكاليف الطاقة منخفضة.

## الاستخدامات

### إمداد مباشر للمياه
تُستخدم العديد من خزانات الأنهار المحجوزة بسد ومعظم خزانات الضفف الجانبية لتزويد محطة المعالجة بالمياه الخام والتي توفر بدورها مياه الشرب عبر أنابيب المياه. لا يحتفظ الخزان المائي بالمياه لحين الحاجة إليها فحسب: يمكنه أيضًا أن يكون الجزء الأول من عملية معالجة المياه. يُعرف الوقت الذي تُحبس فيه المياه قبل تصريفها باسم زمن الاحتفاظ. تسمح هذه العملية باستقرار الجزيئات ومواد الطمي، بالإضافة إلى إتاحة الوقت اللازم للمعالجة البيولوجية الطبيعية بواسطة الطحالب والبكتيريا والعوالق الحيوانية التي تعيش بشكل طبيعي في الماء. على أي حال تُفيد عمليات المسطحات المائية الداخلية الطبيعية التي تجري في بحيرات ذات مناخ معتدل بتطبيق تدرج حراري في الماء، الذي عادةً ما يحجز بعض العناصر مثل المنغنيز والفوسفور في مياه باردة وعميقة وفقيرة بالأكسجين خلال أشهر الصيف. في الخريف والشتاء تصبح البحيرة مخلوطة بالكامل مجددًا. خلال أوقات الجفاف، من الضروري أحيانًا سحب المياه السفلية الباردة، إذ يمكن أن تسبب المستويات المرتفعة تحديدًا من المنغنيز مشاكل في محطات معالجة المياه.

### الطاقة الكهرمائية
في عام 2005، استُخدم نحو 25% من 33,105 سد كبير حول العالم (بارتفاع يفوق 15 متر)، لتوليد الطاقة الكهرمائية. تُتنج الولايات المتحدة 3% من كهربائها من 80,000 سد مختلف الأحجام. هناك مبادرة قيد التنفيذ لتحديث سدود أكثر باعتبارها وسيلة جيدة للاستفادة من البنية التحتية الموجودة أساسًا لتأمين مصدر طاقة جيد للعديد من المجتمعات الصغيرة. يتضمن الخزان الذي يولد طاقة كهرومائية عنفات متصلة مع الجسم الذي يحفظ الماء بواسطة أنابيب ذات أقطار كبيرة. يمكن أن تكون هذه النُظم المولدة موجودة في قاعدة السد أو على بعض المسافة منها. في أنهار الوديان المنبسطة ينبغي وضع الخزان المائي على عمق كاف لتحقيق طاقة ضغط هيدروليكية على العنفات؛ وإذا كان هناك فترات من الجفاف يجب على الخزان المائي حمل مياه كافية لمعادلة تدفق النهر خلال السنة. لا تحتاج الطاقة الكهرمائية التي تعتمد على الجريان النهري في وادي شديد الانحدار ذو تدفق مستمر، إلى خزان مائي.
تستعين بعض الخزانات المائية التي تولد طاقة كهرمائية بعملية إعادة التغذية بالضخ: يُملأ خزان مائي ذو مستوى مرتفع بالماء باستخدام مضخات كهربائية عالية الأداء حين يكون الطلب على الكهرباء قليل، وبعدها يستخدم هذه المياه المخزنة لتوليد الكهرباء من خلال تصريفها إلى خزان مائي منخفض الارتفاع وذلك حين يكون الطلب على الكهرباء مرتفع. تُدعى مثل هكذا أنظمة بأنظمة التخزين بالضخ.